# 전기철도
전기 철도(電氣鐵道)는 전기에서 구동력을 얻어 움직이는 철도로, 흔히 전철(電鐵)이라 줄여 말하기도 한다.
다만 한국에서는 전철을 도시철도의 의미로 쓰는 경우가 일반적이다.
전철을 지하철이라 부르기도 하지만, 전철은 동력을 기준한 분류이고 지하철은 위치를 기준한 분류이므로 엄밀히는 잘못된 표현이다.

## 개요
차량에 필요한 전력은 전차 내부의 엔진이나 발전기가 아닌 외부 동력원인 발전소에서 공급받는다. 
차량은 집전장치를 통해 전력을 공급 받으며, 공급받은 전력을 전동기(모터)를 통해 동력으로 변환하여 주행하며, 최근에는 그 이용 빈도가 점점 늘어나고 있는 추세다.

## 이점
- 디젤 기관차하고는 달리 연료의 공급이 필요 없기 때문에 차량 운영상의 제약을 받지 않는다.
- 운행 횟수가 많은 노선에서 유리하다.
- 부품이 적게 들어가기 때문에 유지 보수 비용이 저렴하다.
- 소음이나 진동이 전혀 없다.
- 정비가 편리하며, 폐유 등의 오염물질이 발생하지 않는다.
- 연기라든가 배기가스등의 대기 오염 물질을 배출하지 않기 때문에 대기 오염의 우려도 없다.
- 무게가 훨씬 덜 나가기 때문에 높은 속도를 낼 수 있다.
- 내구연한이 길다(디젤 : 20~25년, 전기 : 30~40년).

그러므로   일본의 신칸센,  프랑스의 테제베(TGV),  독일의 ICE,  스페인의 AVE,  대한민국의 KTX 등도 전철 형태로 시속 약 300km/h로 운행한다.
최근에는 리니어 모터를 동력으로 하는 자기 부상 열차라는 더욱 빠른 열차가 실용화되기 시작하였으며, 독일은 1971년에 처음으로 유인 주행에 성공하였다.
대한민국에서는 1993년에 대전 국제무역박람회에서 8명이 탈 수 있는 자기부상열차를 자체 시험 운행하였고, 2016년 2월 3일에 처음으로 인천공항 자기부상철도로 상용화를 시작하였다.

## 형태
전기 철도는 철도 위에 트롤리선이라 하는 전선을 통하여 전기를 공급한다. 
열차를 끄는 전기 기관차 및 전동차는 팬터그래프라는 집전기로 트롤리선과 연결된다.  
이 팬터그래프가 트롤리선에 흐르는 전류를 추진장치로 흐르게 한다. 
이 추진장치에는 열차를 움직이게 하는 전동기가 있으며, 전류를 받은 전동기가 열차의 바퀴를 돌아가게 한다.
일부는 도시 철도는 전류의 공급 방식을 트롤리선이 아닌 제3궤조를 통해 전류를 보내기도 한다. 
이런 철도 차량의 밑부분에는 집전자라는 금속판이 2개 있으며, 이 집전자가 제3궤조를 따라 미끄러지면서 전류를 공급받아 추진장치로 전달한다.

## 같이 보기
- 도시 철도
- 노면 전차

1. ↑  가동부(可動部)가 직선 운동을 하는 전동기로, 초고속 전기 철도 따위에 응용된다.